# جی ان راماچاندران
 جی ان راماچاندران (انگلیسی: G. N. Ramachandran؛ زاده ۸ اکتبر ۱۹۲۲ درگذشته ۷ آوریل ۲۰۰۱) یک دانشمند اهل هند بود.